# Giacomo Acerbo
Giacomo Acerbo, baron d'Aterno, né le 25 juillet 1888 à Loreto Aprutino (Italie) et mort le 9 janvier 1969 à Rome (Italie), est un économiste italien et un politicien fasciste qui a rédigé la loi Acerbo qui renforçait la position de Benito Mussolini une fois au pouvoir.

## Jeunesse
Giacomo Acerbo est né dans une vieille famille de la noblesse locale de Loreto Aprutino (province de Pescara). Il a fait ses études à Pise. Il a obtenu son diplôme en sciences agricoles de l'université de Pise en 1912. L'affiliation d'Acerbo à la franc-maçonnerie (qu'il a vraisemblablement abandonnée à la suite de l'interdiction d'appartenance maçonnique imposée par Mussolini en 1923) l'a amené à devenir un partisan de l'irrédentisme et de l'entrée de l'Italie dans la Première Guerre mondiale. Lorsque la guerre a éclaté sur le continent, il s'est porté volontaire pour le service militaire. À la fin de la guerre, il a été décoré de trois médailles d'argent pour sa valeur militaire et a été promu au rang de capitaine.
Acerbo a repris ses fonctions de professeur adjoint à la faculté des sciences économiques et se préparait à une carrière universitaire. En même temps, il a promu l'Association des Combattants de Teramo et Chieti (l'Associazione dei combattenti di Teramo e Chieti), qui se détacha de l'association nationale après l'élection de 1919 et est devenu le groupe de combat provincial (il fascio di Combattimento provinciale).

## Fascisme
Élu à la Chambre des députés italienne en 1921 avec le "bloc national", il joue le rôle de médiateur entre les forces conservatrices locales et les Chemises noires. Au niveau national, Acerbo a assuré la paix dans le conflit ouvert entre le parti socialiste italien et les fascistes et a été élu à un poste de direction au sein du parti national fasciste (PNF). Au cours de la marche sur Rome, Acerbo a présidé la Chambre alors que le coup d'État se déroulait, et a agi comme le lien entre le PNF et le roi Victor-Emmanuel III. Il a ensuite accompagné Mussolini lors de sa nomination au poste de Premier ministre et est devenu son sous-secrétaire.
Il fit passer la loi Acerbo en novembre 1923, redevint député en 1924 et remporta son titre de nobiliaire. Acerbo a été marginalement impliqué dans l'enquête sur l'assassinat de Giacomo Matteotti et a quitté son poste au gouvernement. En 1924, il institua la Coppa Acerbo, une course automobile prestigieuse et âprement disputée, sur un circuit routier des environs de Pescara à la mémoire de son frère Tito Acerbo (un héros de guerre).La course perdurera après la chute du fascisme -jusqu'en 1961- mais sous un autre nom (Grand Prix de Pescara). Giacomo Acerbo a été élu vice-président de la Chambre en 1926. Il a été ministre de l'Agriculture et des Forêts à partir de 1929, se consacrant à des projets de drainage à extension universelle. Avec Gabriele D'Annunzio, il a contribué à la création de la province de Pescara en janvier 1927.
Acerbo devint chef de la faculté d'économie et de commerce de l'université de Rome en 1934 et, de 1935 à 1943, président de l'Institut international d'agriculture. Membre du Grand Conseil du fascisme, il est un porte-parole du projet qui a déchiré la Chambre en un représentant de Fasci et Corporazioni.
Lorsque la Seconde Guerre mondiale a commencé et que l'Italie a rejoint l'offensive nazie allemande, Acerbo a été membre de l'état-major de l'armée italienne lors de la manœuvre marginale italienne lors de la bataille de France et de la campagne grecque. Il est également ministre des Finances à partir de février 1943.
Il est également connu pour sa passion en tant que collectionneur de poteries anciennes et a créé une galerie dédiée à la céramique des Abruzzes.